# Wilhelm Abb
Wilhelm Abb (22. srpna 1915, Aschaffenburg – 18. prosince 2010, Mnichov) byl německý geodet.

## Život
Narodil se 22. srpna 1915 v Aschaffenburgu.
Absolvoval gymnázium v Aschaffenburgu a následně studoval geodézii na Technické univerzitě Mnichov.
Dne 24. května 1937 požádal o členství v NSDAP a byl přijat zpětně k 1. květnu téhož roku (členské číslo: 4 589 066).
Po vojenské službě v Luftwaffe (Wehrmacht) složil roku 1948 hlavní státní zkoušku pro vyšší správní zeměměřickou službu a pro vyšší pozemkovou službu v Bavorsku.
Roku 1956 získal doktorát a roku 1965 převzal vedení bavorské pozemkové správy.
Roku 1970 se stal členem Německé geodetické komise (DGK) při Bavorské akademii věd a roku 1978 předsedou federální pracovní skupiny pro pozemkovou úpravu (ArgeFlurb). O rok později byl jmenován předsedou pracovní skupiny při DGK pro reorganizaci venkova, vedoucím kanceláře a ministerským ředitelem (Ministerialdirektor) Bavorského státního ministerstva pro výživu, zemědělství a lesnictví. Mezi jeho úspěchy patří brzké využití IT a personální rozšíření bavorské správy pozemkových úprav.
Zemřel 18. prosince 2010 v Mnichově a byl pohřben na hřbitově Ostfriedhof.

## Vyznamenání
- Záslužný řád Spolkové republiky Německo (20. říjen 1970)
- Státní medaile za zvláštní zásluhy v oblasti potravinářství, zemědělství a lesnictví i rozvoje venkova (18. prosinec 1980)
- Bavorský řád za zásluhy (25. červen 1981)